# Jakšić
Jakšić falu és község Horvátországban, Pozsega-Szlavónia megyében.

## Fekvése
Pozsegától légvonalban 7, közúton 9 km-re északkeletre a Pozsegai-medencében fekszik.

## A község települései
A községhez Bertelovci, Cerovac, Eminovci, Granje, Jakšić, Radnovac, Rajsavac, Svetinja, Tekics és Treštanovci települések tartoznak.

## Története
A Jakšić területén előkerült legrégibb régészeti leletek a kőkorszakból származnak. Egy az 1960-as években talált sérült kőszekerce Vera Vejdova zágrábi régész érdeklődését is felkeltette. Egy további kőbaltát őriznek a helyi elemi iskola történeti gyűjteményében is, egy kő nyílhegy pedig a pozsegai múzeumban található. 1980 őszén sikeres próbaásatást végeztek itt, mely során csont és elszenesedett maradványok mellett a Pozsegai-medence legrégibb, újkőkori kerámiáját, egy fekete edény töredékeit találták meg, mely az i. e. 2600. és 2300. közötti időből származik. Rajsavacon a „Zelena Laguna” horgászegyesület halastavánál sok, a lasinja-kultúrához tartozó edénytöredék (fazekak, tálak, cserépkanalak, idolok, hálónehezékek, sok kőeszköz töredék) került elő az i. e. 1950. és 1750. közötti időből. A leletek egy része a pozsegai múzeumba, más részük az iskola gyűjteményébe került. Értékes vaskori régészeti anyag került elő a Blacko – Jakšić vasútállomásnál, valamint Rajsavac, Jakšić és Tekić területéről az i. e. 750. és 450. közötti időből. A számos kerámiatöredék, vas lándzsahegyek és nyílhegyek a pozsegai múzeum gyűjteményét gazdagították. „Čaire” régészeti lelőhelye amelyet a Vetovka és a Glogovac patak vesz körül falutól északnyugatra emelkedő dombon található. Csatornaásás közben 1933-ban, majd 1980-ban itt is a lasinja-kultúra régészeti leletei kerültek felszínre. A régészeti feltárások a késő neolitikumtól a középső bronzkorig terjedő településeket hoztak napvilágra. A lasinja-kultúra népének letelepedését kerámia edények és kanalak, agyagbálványok, medálok és hálónehezékek, szekerce és kőszerszámok jelzik.
A község helytörténeti leírása szerint a mai Jakšić helyén a középkorban a Szentgyörgy nevű település állt, melyet 1400-ban az Orbovai rokonság birtokai között „Zenthgurg” alakban említenek. Ez az egyetlen középkori említése. Csánki Dezső szerint azonban ez a Szentgyörgy nem itt, hanem innen jóval keletebbre, a mai Grabarje vidékén feküdt. A település nevét általában a Jakusics család nevéből származtatják, akiknek a középkorban 1434. és 1489. között voltak birtokaik ezen a vidéken. A család legjelentősebb tagja gróf orbovai Jakusics György szerémi, veszprémi és egri püspök volt. A 15. században Orjava várának tartozékai között is említemek egy hasonló nevű birtokot, mely 1422-ben „Jakwsunch”, 1428-ban „Jaksocz”, 1454-ben „Jakwsewcz” alakban bukkan fel, de Csánki sem feltételezi, hogy azonos lehet a mai Jakšić-tyal.
A Jakšić név csak a török korban bukkan fel a Pozsegával határos települések között, amikor a falut katolikusok, pravoszlávok és muzulmánok is lakták. A hagyomány szerint dzsámi is állt itt, melyre a Pozsega felé vezető út mentén emelkedő „Džamija” nevű domb emlékeztet. 
1698-ban „Jakicsi” néven 12 portával szerepel a török uralom alól felszabadított szlavóniai települések összeírásában. A török kiűzése után a muzulmán lakosság Boszniába távozott, helyettük Boszniából katolikus horvátok és pravoszláv szerbek érkeztek. 1705-ben 48, 1760-ban 70 ház állt a településen. 1730-ban az egyházi vizitáció két fakápolnát talált a településen, melyek Szent Borbála és Szent Lukács tiszteletére voltak szentelve. A Szent Borbála kápolna torony nélkül állt a falu közepén, míg a szintén torony nélküli Szent Lukács kápolna a falun kívül volt és körülötte temető feküdt. A falu a pozsegai plébániához tartozott, római katolikus plébániáját 1789-ben alapították.
Az első katonai felmérés térképén „Dorf Jaksics”néven látható. Lipszky János 1808-ban Budán kiadott repertóriumában „Jakssich” néven szerepel. Nagy Lajos 1829-ben kiadott művében „Jakssich” néven 95 házzal, 365 katolikus és 272 ortodox vallású lakossal találjuk.
1857-ben 106, 1910-ben 281 lakosa volt. 1910-ben a népszámlálás adatai szerint lakosságának 59%-a horvát, 24%-a szerb, 8%-a cseh, 7%-a német anyanyelvű volt. Pozsega vármegye Pozsegai járásának része volt. Az első világháború után 1918-ban az új szerb-horvát-szlovén állam, majd később (1929-ben) Jugoszlávia része lett. 1991-ben lakosságának 82%-a horvát, 12%-a szerb nemzetiségű volt. A településnek 2011-ben 1877 lakosa volt.

## Lakossága
| Lakosság változása | Lakosság változása | Lakosság változása | Lakosság változása | Lakosság változása | Lakosság változása | Lakosság változása | Lakosság változása | Lakosság változása | Lakosság változása | Lakosság változása | Lakosság változása | Lakosság változása | Lakosság változása | Lakosság változása | Lakosság változása |
| ------------------ | ------------------ | ------------------ | ------------------ | ------------------ | ------------------ | ------------------ | ------------------ | ------------------ | ------------------ | ------------------ | ------------------ | ------------------ | ------------------ | ------------------ | ------------------ |
| 1857               | 1869               | 1880               | 1890               | 1900               | 1910               | 1921               | 1931               | 1948               | 1953               | 1961               | 1971               | 1981               | 1991               | 2001               | 2011               |
| 534                | 620                | 674                | 851                | 927                | 1.048              | 992                | 1.058              | 1.003              | 1.042              | 1.163              | 1.313              | 1.531              | 1.737              | 2.003              | 1.877              |

## Gazdaság
A helyi lakosság fő bevételi forrása a mezőgazdaság. A termőterület nagysága 3280 hektár. A fő termények a kukorica, a búza, az árpa, a tritikálé, a repce, a napraforgó, a cukorrépa, a burgonya és a dohány.

## Nevezetességei
Szent Borbála tiszteletére szentelt római katolikus plébániatemploma 1780-ban épült, miután elődje az 1720-ban épített Szent Borbála kápolna 1779-ben egy villámcsapás következtében teljesen leégett. 1909 és 1910 között teljesen átépítették és bővítették. Ekkor épült a kórus és a sekrestye, valamint a szószék és három új oltár. A főoltár Bécsben készült, közepén Szent Borbála, két oldalt Nepomuki Szent János és Szent József szobrával. A templomot 1910. szeptember 19-én szentelte fel Teodor Kraljević pozsegai püspök.

## Kultúra
A HKUD „Slavonija” Jakšić kulturális és művészeti egyesületet 1997-ben alapították.

## Oktatás
A helyi oktatás kezdetei 1787-ig nyúlnak vissza. A település első iskoláját 1881-ben építették és 1941-ig működött, amikor a háború idején teljesen leégett. Jakšić, Rajsavac, Eminovac, Bartelovac, Tekics és Treštanovac települések tanulói jártak ide. A háború után több épületben is működött az intézmény. A mai iskolaépületet 1963-ban építették. 2003 és 2005 között teljesen felújították. Tornaterme 2009-ben nyílt meg. Az iskolaépületet 2 hektáros park övezi.

## Sport
- Az NK Jakšić labdarúgóklubot 1932-ben alapították. A megyei első ligában szerepel.
- Az MNK Jakšić kispályás labdarúgóklubot 2016-ban alapították.
- ŠRD Slavonac-Jakšić sporthorgász egyesület.

## Egyesületek
A DVD Jakšić önkéntes tűzoltóegyletet 1909-ben alapították.